# Liste der südafrikanischen Botschafter in Frankreich

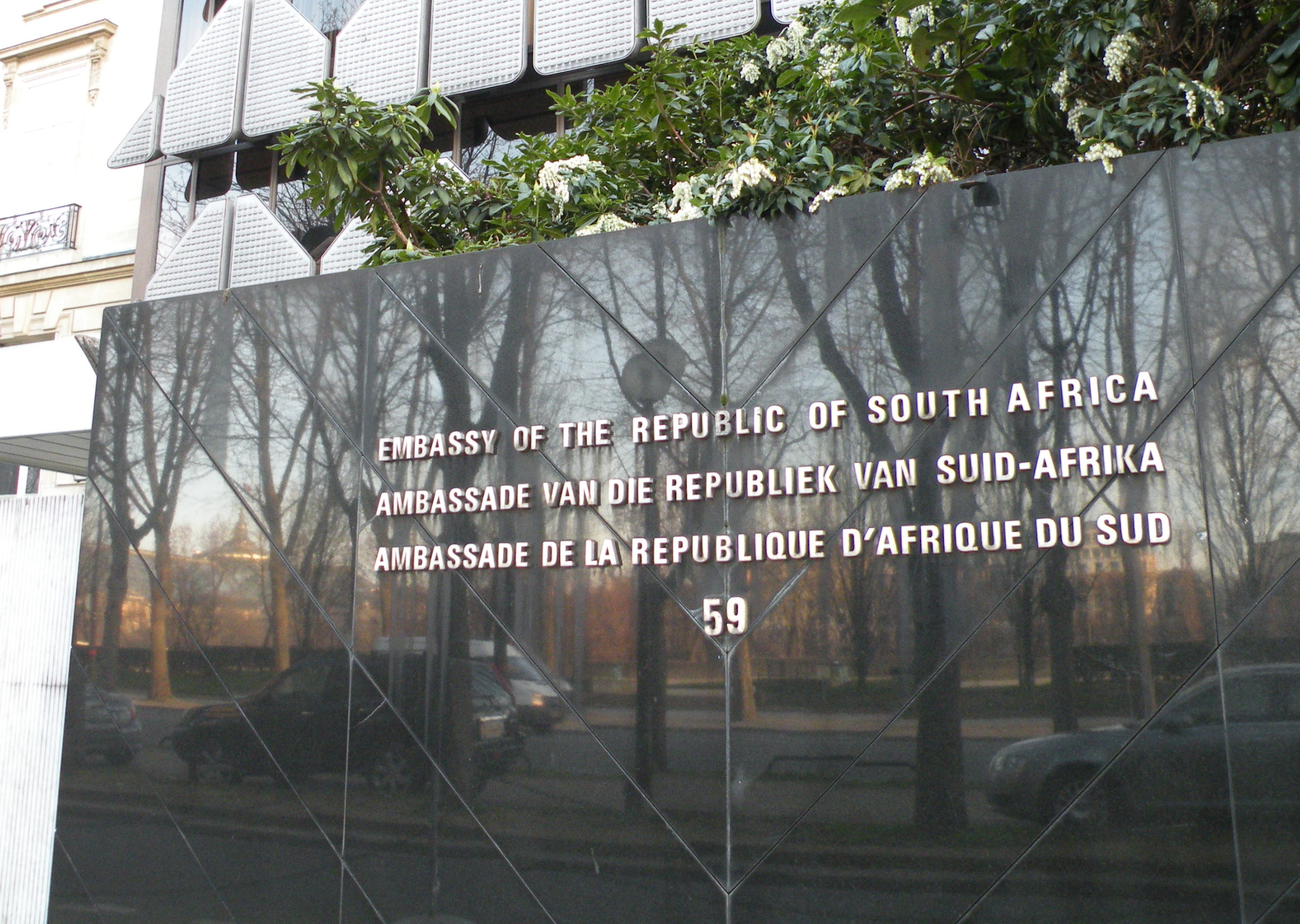
Die Botschaft befindet sich am 59 Quai d’Orsay, Paris.

Der Botschafter in Paris ist regelmäßig auch ständiger Vertreter der südafrikanischen Regierung bei der UNESCO.
| ernannt       | akkreditiert  | Botschafter                         | Bemerkung | Regierung in Südafrika      | akkreditiert bei der Regierung | Posten verlassen |
| ------------- | ------------- | ----------------------------------- | --- | --------------------------- | ------------------------------ | ---------------- |
|               | 8. Juli 1898  | Willem Johannes Leyds               | [ 1 ] | Marthinus Theunis Steyn     | Félix Faure                    |                  |
| 6. Sep. 1935  | 5. Nov. 1934  | Eric Louw                           | [ 2 ] | Barry Hertzog               | Albert Lebrun                  | 1. Aug. 1937     |
| 2. Aug. 1937  | 2. Aug. 1937  | William George Willoughby Parminter | Geschäftsträger 20. Okt. 1941 – 31. Dez. 1945: Generalkonsul in Leopoldville                                                                                | Barry Hertzog               | Albert Lebrun                  | 3. Jan. 1939     |
| 4. Jan. 1939  | 16. Jan. 1939 | Sidney Frank Waterson               | Geschäftsträger, am 10. Juni 1940 über Bordeaux nach London evakuiert, 1941 zum Gesandten bei den Exilregierungen von Belgien und den Niederlanden ernannt. | Barry Hertzog               | Albert Lebrun                  | 16. Sep. 1939    |
| 13. Jan. 1940 | 13. Jan. 1940 | T. Colin Bain Marais                | Gesandter | Jan Christiaan Smuts        | Albert Lebrun                  | 1. Mai 1941      |
| 1. Aug. 1946  | 23. Mai 1947  | William George Willoughby Parminter | | Jan Christiaan Smuts        | Vincent Auriol                 | 31. März 1949    |
| 15. Sep. 1949 | 4. Okt. 1949  | Harry Thomson Andrews               | | Daniel François Malan       | Vincent Auriol                 | 10. Dez. 1957    |
| 1. Juli 1958  | 12. Juli 1958 | Stephanus-François du Toit          | | Johannes Gerhardus Strijdom | René Coty                      | 20. Juli 1960    |
| 7. Jan. 1961  | 27. Jan. 1961 | Jan Ruiter Jordaan                  | | Hendrik Frensch Verwoerd    | Charles de Gaulle              | 27. Aug. 1964    |
| 1. Sep. 1964  | 24. Okt. 1964 | Willem Dirkse Van Schalkwyk         | | Hendrik Frensch Verwoerd    | Charles de Gaulle              | 3. Sep. 1969     |
| 5. Okt. 1969  | 28. Okt. 1969 | Albertus Beyers Fourie Burger       | | Balthazar Johannes Vorster  | Alain Poher                    |                  |
|               | 24. Okt. 1975 | Louis Alexandre Pienaar             | | Balthazar Johannes Vorster  | Valéry Giscard d’Estaing       |                  |
|               | 7. Feb. 1980  | Johannes Van Dalsen                 | | Pieter Willem Botha         | Valéry Giscard d’Estaing       |                  |
|               | 1980          | Antonie Eduard Loubser              | Ministre plénipotentiaire | Pieter Willem Botha         | Valéry Giscard d’Estaing       | 1983             |
|               | 2. Dez. 1981  | Robert Abraham Du Plooy             | | Pieter Willem Botha         | François Mitterrand            |                  |
|               | 2. Okt. 1987  | Hendrik Albertus Geldenhuys         | | Pieter Willem Botha         | François Mitterrand            |                  |
|               | 14. Feb. 1991 | Albert Willem Marc Burger           | | Pieter Willem Botha         | François Mitterrand            |                  |
|               | 7. März 1995  | Barbara Joyce Mosima Masekela       | | Pieter Willem Botha         | Jacques Chirac                 |                  |
|               | 18. Mai 1999  | Thuthukile Edy Skweyiya             | | Pieter Willem Botha         | Jacques Chirac                 |                  |
|               | 17. Sep. 2004 | Nomasonto Maria Sindanda-Thusi      | | Thabo Mbeki                 | Jacques Chirac                 |                  |
|               | 2. Juli 2009  | Konji Sebati                        | | Jacob Zuma                  | Nicolas Sarkozy                |                  |
|               | 2. Juli 2010  | Dolana Msimang                      | | Jacob Zuma                  | Nicolas Sarkozy                |                  |